# Сканси, Петар
Петар «Перо» Сканси (хорв. Petar "Pero" Skansi; 23 ноября 1943, Сумартин — 4 апреля 2022, Любляна) — хорватский баскетболист и тренер. Сканси выступал за клубы «Югопластика» и «Скаволини Пезаро». В 1991 году был назван одним из 50 величайших игроков ФИБА.
В составе сборной Югославии по баскетболу является серебряным призёром летних Олимпийских игр 1968 года. Сыграл 125 матчей за национальную команду.
По окончании игровой карьеры в 1976 году Сканси стал тренером и в 1979 году привёл сборную Югославии к бронзовым медалям на чемпионате Европы и серебряным медалям на Средиземноморских играх. После объявления независимости Хорватии возглавил сборную страны по баскетболу с которой завоевал серебряные медали на летних Олимпийских играх 1992 года.
С 1970-х по 2000 годы он также тренировал различные итальянские клубы и в 1981 году вместе со «Скаволини» выиграл Кубок обладателей кубков ФИБА, в 1992 году вместе с «Тревизо» выиграл итальянский чемпионат.
За свои достижения он дважды удостаивался Государственной спортивной награды имени Франьо Бучара в 1992 и 2003 годах, ордена Утренней звезды Хорватии в 1992 году, награды имени Матии Любека Олимпийского комитета Хорватии в 2003 году.
C января 2012 года по июнь 2014 года занимал пост заместителя министра науки, образования и спорта Хорватии.
Родился в семье капитана Петара Сканси и учительницы Марии Сканси (урождённой Шарин). Старший брат Дарко (1937—2001) — известный учёный в области химической технологии, профессор Загребского университета.
Поначалу занимался водным поло в сплитском «Ядране», потом перешёл в баскетбол. Окончив среднюю морскую школу Сплита в 1961 году, поступил на факультет машиностроения Загребского университета. Жена Дамира — политолог, у них двое детей (сын Лука и дочь Яна).